# WCW Spring Stampede
Spring Stampede était une manifestation télédiffusée de catch visible uniquement en paiement à la séance produite par la World Championship Wrestling qui se déroulait au mois d'avril en 1994 et ensuite de 1997 à 2000. 

## 1994
Spring Stampede 1994 s'est déroulé le 17 avril 1994 au Rosemont Horizon de Rosemont, Illinois.
- Dark match : Danny Bonaduce def. Christopher Knight
- Dark match : Pat Tanaka et Haito def. Kevin Sullivan et Dave Sullivan
- Aaron Neville a chanté The Star-Spangled Banner.
- Johnny B. Badd def. Diamond Dallas Page (w/The Diamond Doll) (5:55)
  - Badd a effectué le tombé sur Page avec un Sunset Flip.
- WCW World Television Champion Lord Steven Regal (w/Sir William) a combattu Brian Pillman pour un match nul résultant d'une limite de temps (15:00)
  - Regal conservait le titre.
- The Nasty Boys (Brian Knobbs et Jerry Sags) def. Cactus Jack et Maxx Payne dans un Chicago Street Fight pour conserver le WCW World Tag Team Championship (8:54)
  - Sags a effectué le tombé sur Jack après l'avoir frappé avec une pelle.
- Steve Austin (w/Colonel Robert Parker) def. The Great Muta par disqualification pour conserver le WCW United States Championship (16:20)
  - Muta était disqualifié quand il envoyait Austin par-dessus la troisième corde.
- Sting def. Rick Rude pour remporter le WCW International World Heavyweight Championship (12:50)
  - Sting a effectué le tombé sur Rude après que Harley Race l'a frappé accidentellement avec une chaise.
- Bunkhouse Buck (w/Colonel Robert Parker) def. Dustin Rhodes dans un Bunkhouse match (14:11)
  - Buck a effectué le tombé sur Rhodes après l'avoir frappé avec un poing américain.
- Vader (w/Harley Race) def. The Boss (9:02)
  - Vader a effectué le tombé sur Boss après un Vadersault.
- WCW World Heavyweight Champion Ric Flair a combattu Ricky Steamboat pour un match nul (32:23)
  - Le match finissait par un double tombé, ce qui donnait le titre vacant.

## 1997
Spring Stampede 1997 s'est déroulé le 6 avril 1997 au Tupelo Coliseum de Tupelo, Mississippi.
- Rey Mysterio, Jr. def. Ultimo Dragon (14:55)
  - Misterio a effectué le tombé sur Dragon avec un Hurricanrana.
- Akira Hokuto def. Madusa pour conserver le WCW Women's Championship (5:13)
  - Hokuto a effectué le tombé sur Madusa.
- Prince Iaukea def. Lord Steven Regal pour conserver le WCW World Television Championship (10:01)
  - Iaukea a effectué le tombé sur Regal avec un Hurricanrana.
- The Public Enemy (Rocco Rock et Johnny Grunge) def. Steve McMichael et Jeff Jarrett (w/Debra) (10:42)
  - Rock a effetcué le tombé sur Jarrett.
- WCW United States Champion Dean Malenko a combattu Chris Benoit (w/Woman) pour un match nul (17:53)
- Kevin Nash (w/Syxx et Ted DiBiase) def. Rick Steiner pour conserver le WCW World Tag Team Championship (10:20)
  - Nash a effectué le tombé sur Steiner.
  - Ce match devait être The Outsiders vs. The Steiner Brothers, mais Scott Hall n'est pas venu et Scott Steiner s'est fait "arrêter" plus tôt dans la soirée.
- Lex Luger def. The Giant, Booker T et Stevie Ray dans un Four Corners match (18:18)
  - Luger a fait abandonner Ray sur le Torture Rack pour devenir aspirant numéro un au WCW World Heavyweight Championship.
- Diamond Dallas Page (w/Kimberly Page) def. Randy Savage dans un No Disqualification match (15:38)
  - Page a effectué le tombé sur Savage après un Diamond Cutter.

## 1998
Spring Stampede 1998 s'est déroulé le 19 avril 1998 au Denver Coliseum de Denver, Colorado.
- Goldberg def. Saturn (8:10)
  - Goldberg a effectué le tombé sur Saturn après un Jackhammer.
- Ultimo Dragon def. Chavo Guerrero, Jr. (w/Eddie Guerrero) (11:49)
  - Dragon a fait abandonner Chavo sur le Dragon Sleeper.
- Booker T def. Chris Benoit pour conserver le WCW World Television Championship (14:11)
  - Booker a effectué le tombé sur Benoit après un Harlem Sidekick.
- Curt Hennig def. Davey Boy Smith (4:48)
  - Hennig a effectué le tombé sur Smith après avoir projeté sa face dans un coin non protégé.
  - Pendant le match, Rick Rude était menotté à Jim Neidhart pour l'empêcher d'intervenir.
- Chris Jericho def. Prince Iaukea pour conserver le WCW Cruiserweight Championship (9:55)
  - Jericho a fait abandonner Iaukea sur le Liontamer.
- Rick Steiner et Lex Luger def. Scott Steiner et Buff Bagwell (5:58)
  - Luger a fait abandonner Bagwell sur le Torture Rack.
- Psicosis def. La Parka (6:59)
  - Psicosis a effectué le tombé sur Parka après un Psycho Guillotine.
- Hulk Hogan et Kevin Nash def. Roddy Piper et The Giant dans un Baseball Bat on a Pole match (13:23)
  - Hogan a effectué le tombé sur Piper après l'avoir frappé avec la batte.
  - Après le match, Hogan attaquait Nash avec la batte.
- Raven def. Diamond Dallas Page dans un Raven's Rules match pour remporter le WCW United States Championship (11:52)
  - Raven a effectué le tombé sur Page après un Evenflow DDT onto a sink.
- Randy Savage (w/Miss Elizabeth) def. Sting dans un No Disqualification match pour remporter le WCW World Heavyweight Championship (10:08)
  - Savage a effectué le tombé sur Sting après que Kevin Nash a porté un Jacknife Powerbomb sur Sting.

## 1999
Spring Stampede 1999 s'est déroulé le 11 avril 1999 au Tacoma Dome de Tacoma, Washington.
- Juventud Guerrera def. Blitzkrieg (11:11)
  - Guerrera a effectué le tombé sur Blitzkrieg après un Juvi Driver de la troisième corde pour devenir aspirant numéro un au WCW Cruiserweight Championship.
- Bam Bam Bigelow def. Hak (w/Chastity) dans un match Hardcore (11:33)
  - Bigelow a effectué le tombé sur Hak après un Death Valley Driver à travers une table.
- Scotty Riggs def. Mikey Whipwreck (7:03)
  - Riggs a effectué le tombé sur Whipwreck après une Clothesline.
- Konnan def. Disco Inferno (9:17)
  - Konnan a effectué le tombé sur Inferno après un Last Dance.
- Rey Mysterio, Jr. def. Billy Kidman pour conserver le WCW Cruiserweight Championship (15:32)
  - Mysterio a effectué le tombé sur Kidman avec un Hurricanrana.
- Chris Benoit et Dean Malenko (w/Arn Anderson) def. Raven et Saturn (14:11)
  - Malenko a effectué le tombé sur Raven après un Diving Headbutt de Benoit.
- Scott Steiner def. Booker T pour remporter le vacant WCW United States Championship (15:37)
  - Steiner a effectué le tombé sur Booker.
  - C'était la finale d'un tournoi pour couronner le nouveau champion US.
- Goldberg def. Kevin Nash (w/Lex Luger et Miss Elizabeth) (7:44)
  - Goldberg a effectué le tombé sur Nash après un Jackhammer.
- Diamond Dallas Page def. Ric Flair (c), Hulk Hogan et Sting (avec Randy Savage en tant qu'arbitre spécial) dans un Four Corners match pour remporter le WCW World Heavyweight Championship (17:27)
  - Page a effectué le tombé sur Flair après un Diamond Cutter.

## 2000
Spring Stampede 2000 s'est déroulé le 16 avril 2000 au United Center de Chicago, Illinois.
- Demi-finale pour le titre par équipe : Team Package (Ric Flair et Lex Luger) (w/Miss Elizabeth) def. The Harris Brothers (Ron et Don) et The Mamalukes (Johnny the Bull et Big Vito) (w/Disco Inferno) dans un match Handicap (6:11)
  - Luger a fait abandonner Johnny sur le Torture Rack.
- Mancow (w/Al Roker, Jr., Turd, the Bartender, et Brian the Whipping Boy) def. Jimmy Hart (2:48)
  - Mancow a effectué le tombé sur Hart après l'avoir frappé avec une chaise.
- Quart de finale pour le titre US: Scott Steiner def. The Wall par disqualification (3:53)
  - Wall était disqualifié après avoir porté un chokeslam sur l'arbitre à travers une table.
- Quart de finale pour le titre US: Mike Awesome def. Ernest Miller (en) (4:00)
  - Awesome a effectué le tombé sur Miller après un Frog Splash.
- Demi-finale pour le titre par équipe: Shane Douglas et Buff Bagwell def. Harlem Heat 2000 (Stevie Ray et Big T) (w/J. Biggs et Cash) (2:41)
  - Douglas a effectué le tombé sur Ray après un Pittsburgh Plunge.
- Quart de finale pour le titre US: Sting def. Booker T (6:34)
  - Sting a effectué le tombé sur Booker après un Scorpion Deathdrop.
- Quart de finale pour le titre US: Vampiro def. Billy Kidman (w/Torrie Wilson) (8:28)
  - Vampiro a effectué le tombé sur Kidman après que Hulk Hogan lui a porté un bodyslam à travers la table des commentateurs.
- Terry Funk def. Norman Smiley pour remporter le vacant WCW Hardcore Championship (8:02)
  - Funk a effectué le tombé sur Smiley après l'avoir frappé avec une échelle.
- Demi-finale pour le titre US: Scott Steiner def. Mike Awesome (3:14)
  - Steiner a fait abandonner Awesome sur le Steiner Recliner.
- Demi-finale pour le titre US: Sting def. Vampiro (5:59)
  - Sting a fait abandonner Vampiro sur le Scorpion Deathlock.
- Chris Candido def. The Artist (w/Paisley), Juventud Guerrera, Shannon Moore (w/Shane Helms), Lash LeRoux et Crowbar (w/Daffney) dans un Four Corners match pour remporter le vacant WCW Cruiserweight Championship (5:12)
  - Candido a effectué le tombé sur The Artist.
- Finale pour le titre par équipe: Shane Douglas et Buff Bagwell (w/Vince Russo) def. Team Package (Ric Flair et Lex Luger) pour remporter le vacant WCW World Tag Team Championship (8:29)
  - Bagwell a effectué le tombé sur Luger après que KroniK a attaqué Flair et Luger.
- Finale pour le titre US: Scott Steiner def. Sting pour remporter le vacant WCW United States Championship (5:33)
  - Steiner l'emportait quand Sting abandonnait sur le Steiner Recliner.
- Finale pour le titre de champion du Monde: Jeff Jarrett def. Diamond Dallas Page (w/Kimberly Page) pour remporter le vacant WCW World Heavyweight Championship (15:02)
  - Jarrett a effectué le tombé sur Page après un Stroke.